# Ligeti pókhálósgomba
A ligeti pókhálósgomba (Cortinarius largus) a pókhálósgombafélék családjába tartozó, Európában és Észak-Amerikában honos, meszes talajú lomberdőkben élő, nem ehető gombafaj. 

## Megjelenése
A ligeti pókhálósgomba kalapja 5-11 cm széles, eleinte félgömb alakú, majd domborúan, idősen laposan kiterül. Felszíne fiatalon vagy nedvesen nyálkás-tapadós, később száraz, idősen benőtten szálas. Színe fiatalon szürkésbarna középen és halványkékes a szélén; később okkerbarna.
Húsa kékesfehér vagy lilásszürkés, a tönk tövében lilás. Szaga és íze nem jellegzetes.
Sűrű lemezei felkanyarodva tönkhöz nőttek. Színük fiatalon lilásszürke, idősen, rozsdabarna, agyagbarna vagy fahéjbarna. 
Tönkje 5-10 cm magas és 1,5-2,5 cm vastag. Alakja bunkós. Színe fiatalon fehéres vagy kékes fehéres, idősen barnás. A fiatal lemezeket védő ritkás, pókhálószerű kortina a tönkre tapadhat és idősen a spóráktól vörösbarnára színeződhet. 
Spórapora rozsdabarna. Spórája mandula vagy citrom alakú, felszíne rücskös, mérete 10-11,5 x 5,5-6,5 µm.

### Hasonló fajok
A változékony pókhálósgomba, a vastaghúsú pókhálósgomba, a földszagú pókhálósgomba hasonlíthat hozzá. 

## Elterjedése és termőhelye
Európában és Észak-Amerikában honos. Magyarországon viszonylag gyakori.
Lomberdőkben él, főleg tölgy, bükk vagy gyertyán alatt; inkább meszes talajon. Júliustól októberig terem. 
Egyes források ehetőnek, mások ehetetlennek minősítik. Fogyasztása nem ajánlott.

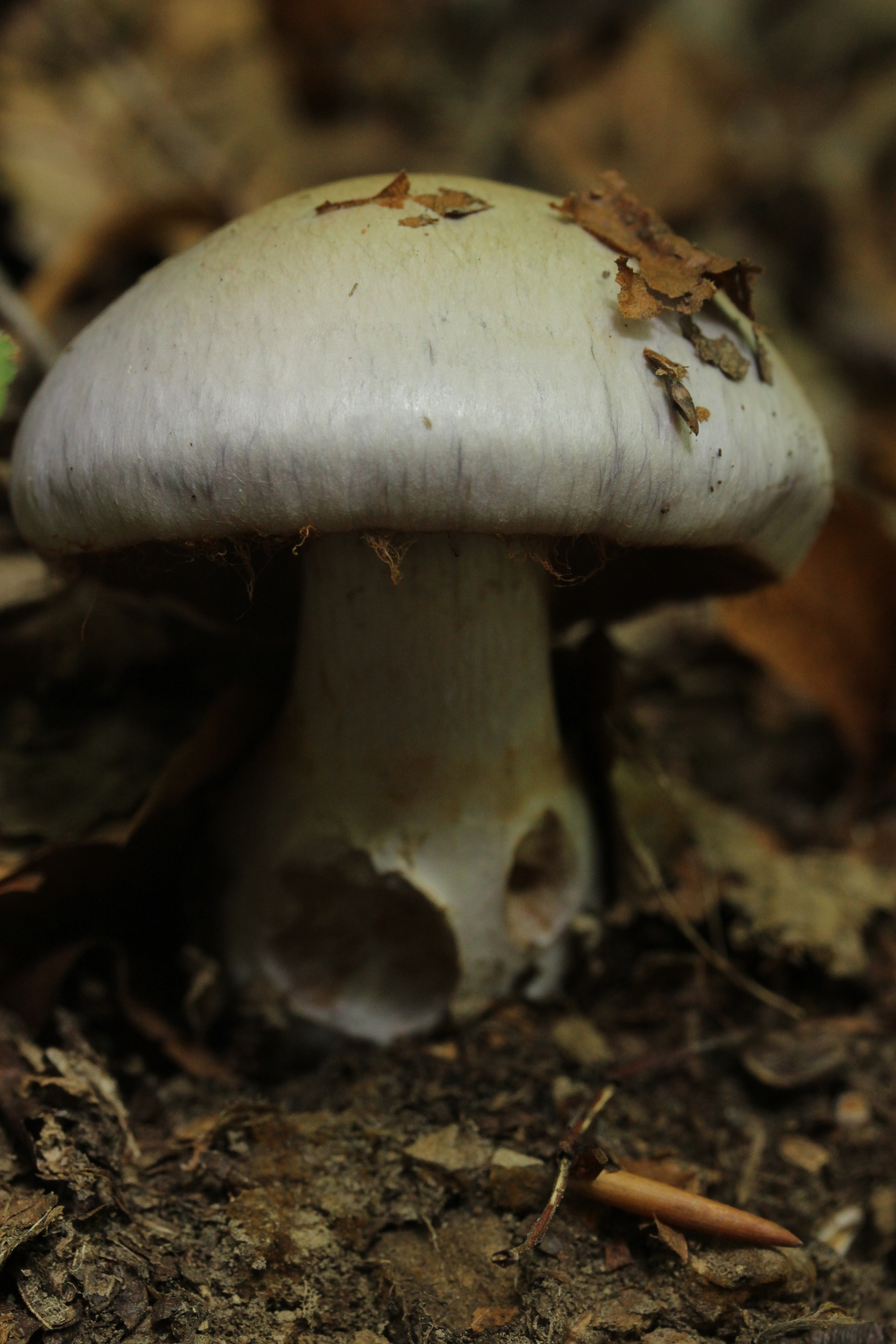
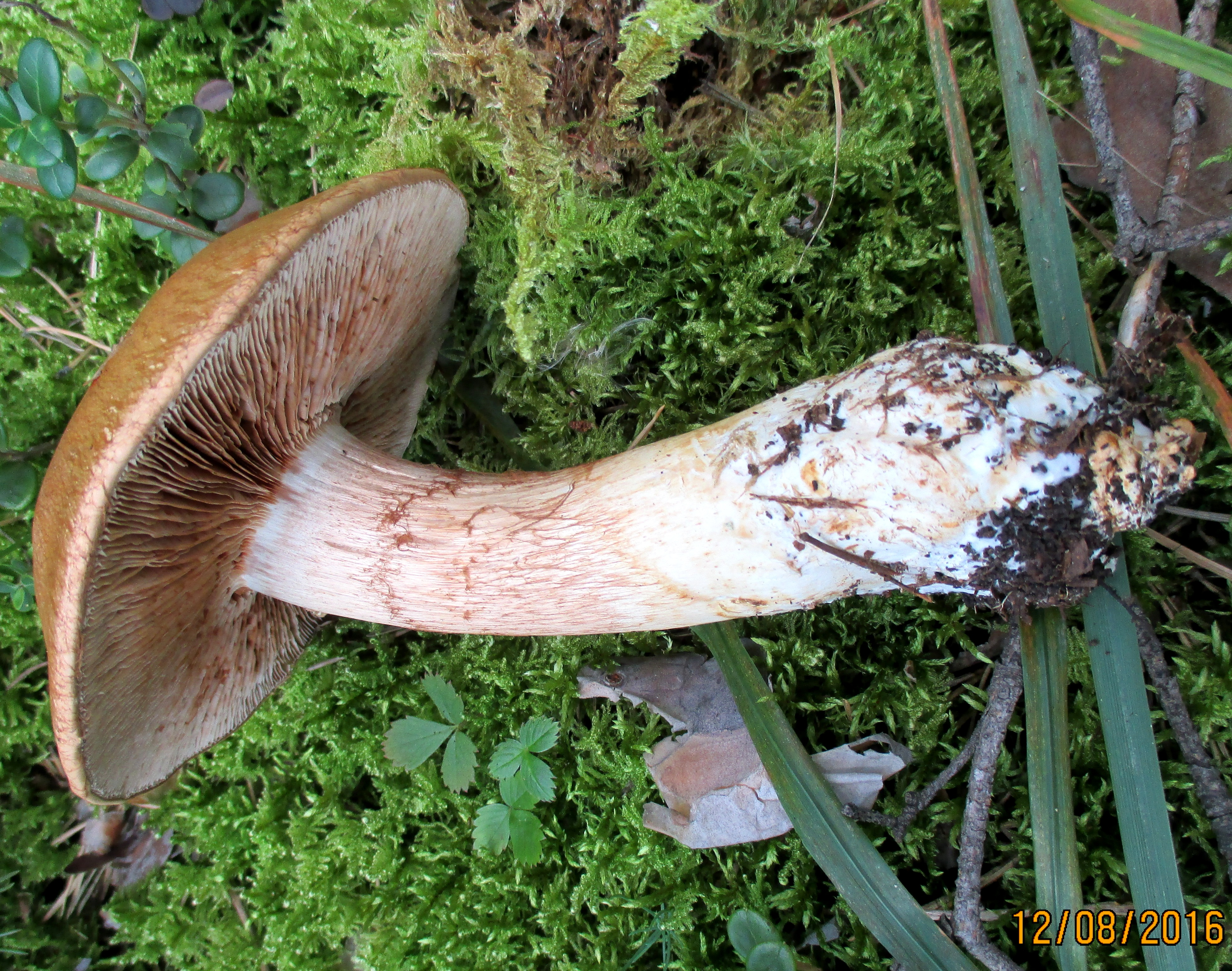
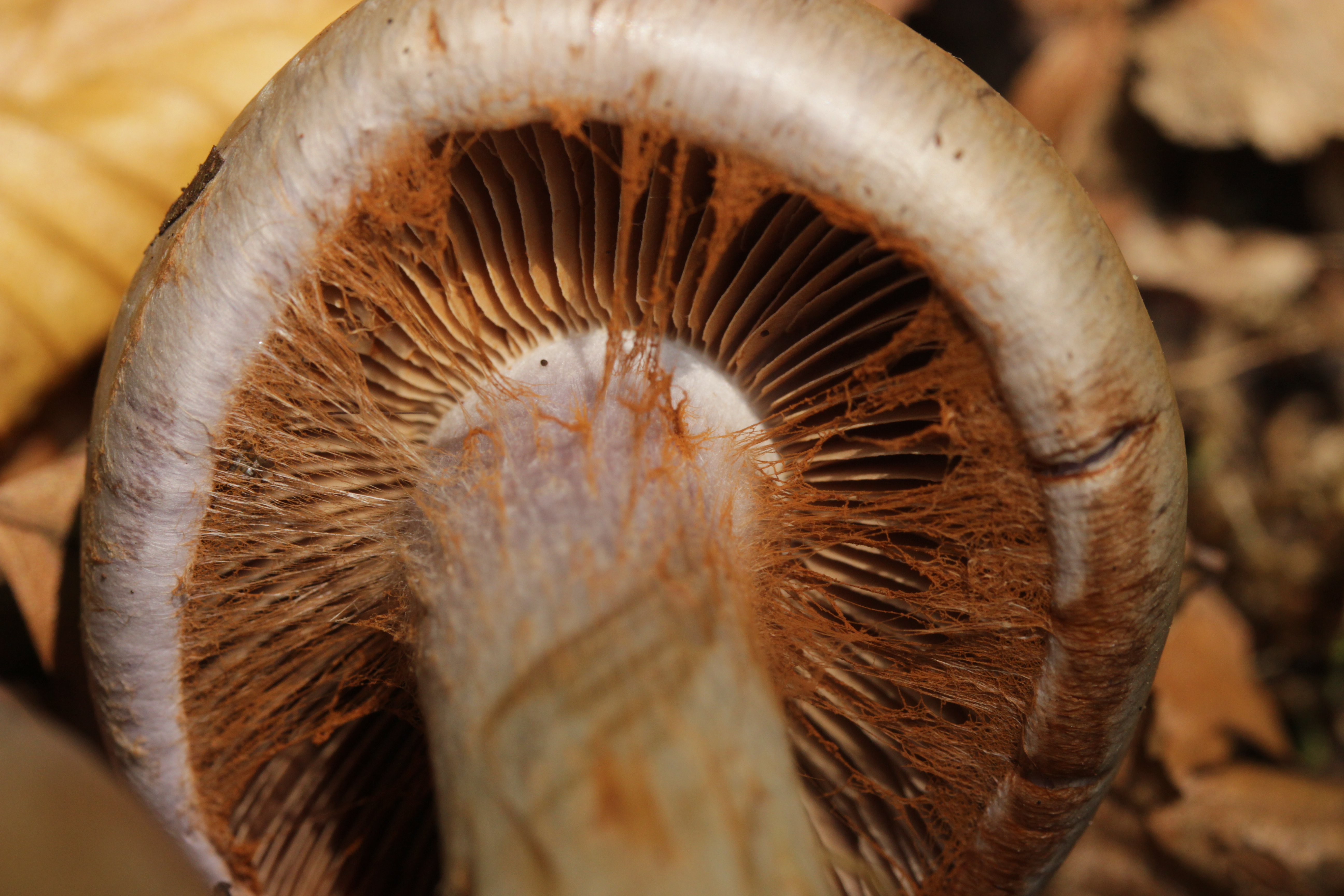
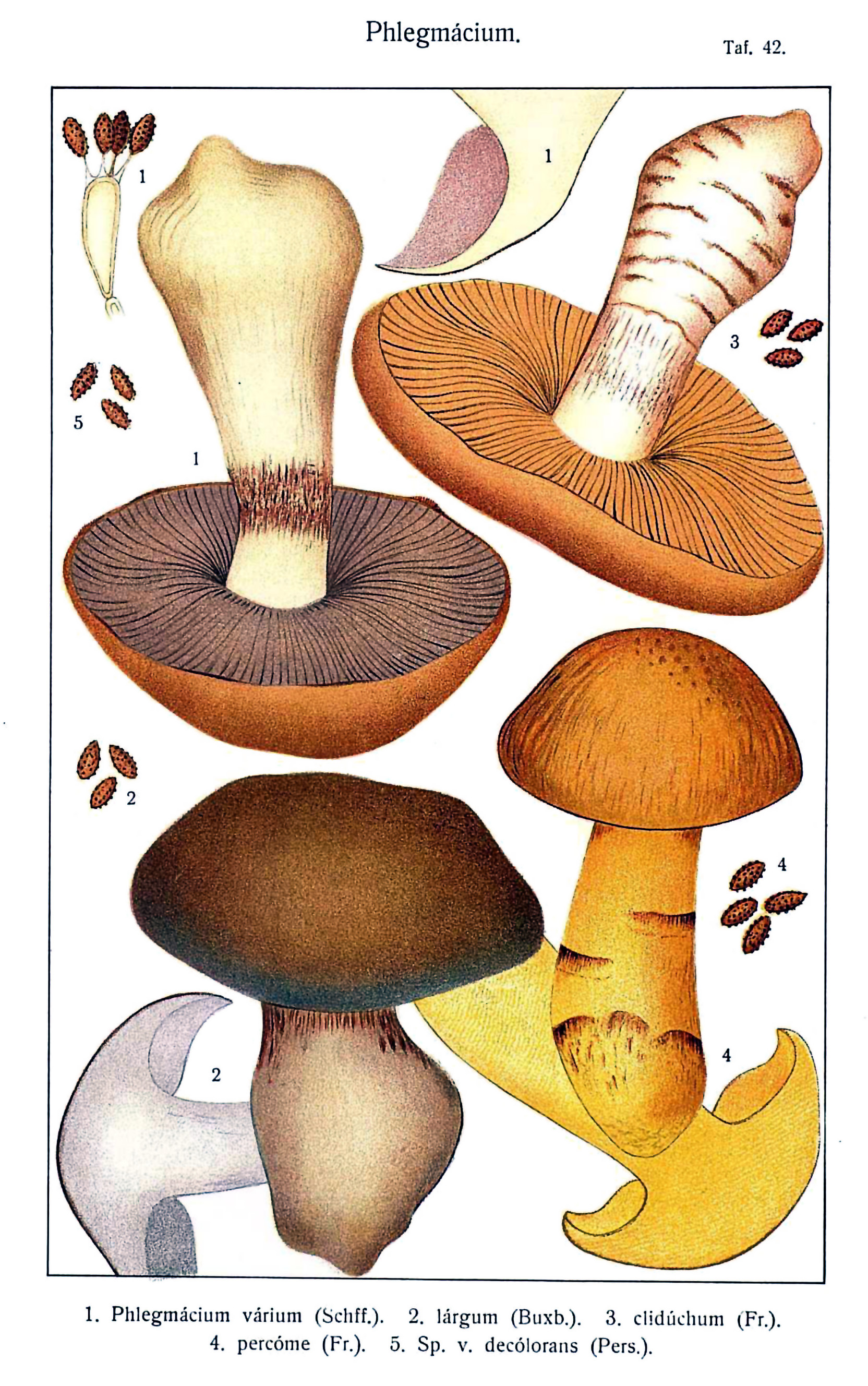